# Ancistrocarphus
Ancistrocarphus là một chi thực vật có hoa trong họ Cúc (Asteraceae).

## Loài
Chi Ancistrocarphus gồm các loài: